# Joaquín Francisco Pacheco Gutiérrez
Joaquín Francisco Pacheco y Gutiérrez Calderón (Écija, 1808-Madrid, 1865) va ser un polític, jurista i escriptor espanyol.

## Biografia
Nascut a la ciutat sevillana d'Écija, va estudiar en el col·legi de l'Asunción a Còrdova i en 1823 va accedir a la Facultat de Dret de la Universitat de Sevilla, on va freqüentar els cercles polítics i literaris de la ciutat, al costat del seu company d'estudis i íntim amic, Juan Donoso Cortés. A partir de 1829, acabats els seus estudis universitaris, treball a Còrdova com a secretari del Marquès de Benamejí.
En 1832 es trasllada a Madrid, allí exerceix com a advocat, però alhora té inclinacions literàries i periodístiques, fundant en 1834, el periòdic La Abeja, que va exercir com a òrgan d'expressió del moderantisme i es va convertir en la seva breu vida en una de les millors publicacions de la premsa madrilenya del moment. També col·laborà amn altres periòdics com El Artista i El Español.

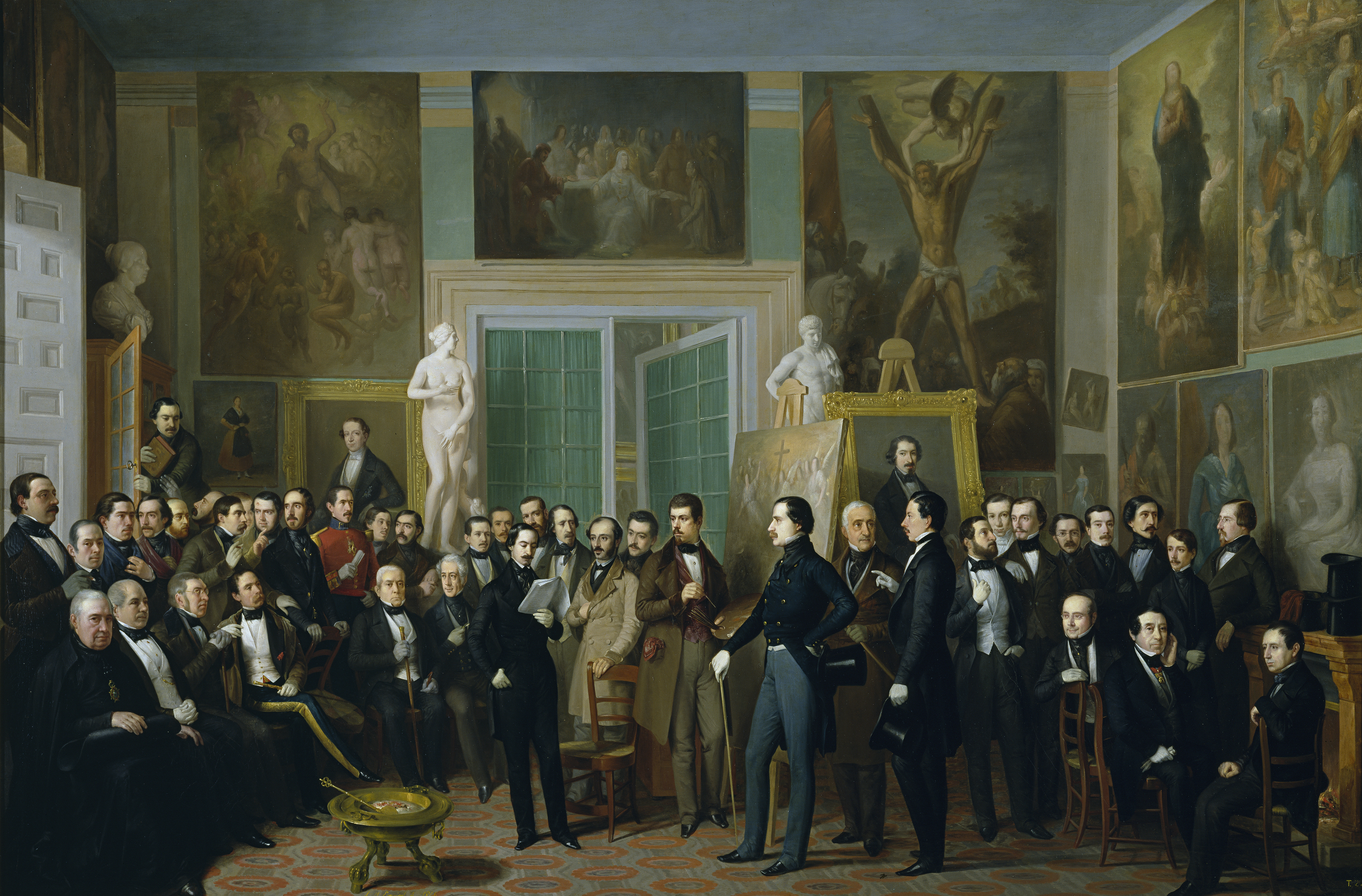
Joaquín Francisco Pacheco y Gutiérrez Calderón retratat a Los Poetas contemporaneos per Antonio María Esquivel 1846 - Museu del Prado, Madrid

Al món de la teoria del dret, va fundar en 1836, al costat de Juan Bravo Murillo, la revista jurídica El Boletín de jurisprudencia y legislación i en 1844 ocupà la càtedra de Dret Polític Constitucional de l'Ateneo de Madrid després d'haver exercit abans les de Legislació (1836-1838) i Dret Penal (1839-1840).
En el camp polític, va militar des dels inicis de la Regència de Maria Cristina de Borbó, en el Partit Moderat. Des de 1837 fins a 1858, va ocupar gairebé sense interrupció un escó al Congrés dels Diputats, per la província de Còrdova. I en 1858 va ser escollit senador.
Al març de 1847, va ser nomenat president del Consell de Ministres, càrrec que va ocupar tan sols durant cinc mesos, en una situació política difícil, sense majoria en les Corts i sofrint l'animadversió del rei consort, Francesc d'Assís d'Espanya i de la camarilla règia. La seva gestió es va limitar a mantenir-se en el poder, sense arribar a posar en pràctica cap mesura eficaç i incorrent en els mateixos defectes de governs anteriors. El seu exercici com a president del consell de ministres el va omplir de fastig i menyspreu cap als polítics d'aquest moment. Amb posterioritat va tornar al govern d'Espanya, com a ministre d'Estat, amb Espartero, en 1854, i amb Alejandro Mon, en 1864.
També va ser ambaixador a Roma, fiscal del Tribunal Suprem i també membre de la Reial Acadèmia Espanyola, de la Reial Acadèmia de la Història, de la Reial Acadèmia de Ciències Morals i Polítiques i de la Reial Acadèmia de Belles arts.
Va col·leccionar els seus articles periodístics sota el títol de Literatura, historia y política (1864), i les seves impressions de viatge a Italia (1857). També publicà poemes com "Meditación" i "A la amnistía". Autor dramàtic, el seu nom va lligat al Alfredo (1835), drama romàntic desenvolupat a la Sevilla medieval, molt elogiat per José de Espronceda i Juan Donoso Cortés, ple d'excessos i violències, sobre els amors d'un jove per la seva madrastra. Com a Don Álvaro, acaba en un suïcidi i no hi manquen elements de fatalitat, destí y desvari emocional. El tema es connecta llunyanament amb El castigo sin venganza de Lope de Vega. També va escriure el drama històric Los infantes de Lara (1836). És autor d'una Historia de la Regencia de María Cristina (1841).